# 樟木口岸
樟木口岸位于中国西藏自治区日喀则市聂拉木县樟木镇，与尼泊尔巴格马蒂省辛杜帕尔乔克县科达里毗邻，距离尼泊尔首都加德满都只有120公里，是西藏自治区最大的陆路通商口岸，也是中国通往南亚次大陆最大的开放口岸。“樟木”藏语意为“邻近的口岸”。
樟木口岸为318国道的终点，也是中尼公路的咽喉，中尼友谊桥也位于此。口岸边贸繁荣，除藏族和汉族外还有很多印度人和尼泊尔人。中国对尼泊尔90%的贸易均通过此口岸进行，中国方面主要出口产品为日用品、电子产品、服装等，而从尼泊尔进口手工艺品、佛具等。
在2015年4月尼泊尔地震后，樟木口岸、吉隆口岸以及尼泊尔的对接口岸均受到严重损失并关闭，此后中国和尼泊尔通过陆上的贸易和旅行一度几乎全部中断，受损较轻的吉隆口岸于2015年10月13日重新开放，而樟木口岸则继续关闭。2019年5月29日，修复后的樟木口岸恢复试运行，但是至年底前仅限于一般贸易和边境小额贸易进出口通关（即仅允许货物通关）。
2023年9月1日，樟木口岸恢复客运功能启动仪式在友谊桥区域举行，标志着樟木口岸时隔8年后恢复双向人员往来。